# Створење из Црне лагуне
Створење из Црне лагуне (познато и као Чудовиште из Црне лагуне; енгл. Creature from the Black Lagoon) амерички је црно-бели хорор филм из 1954. године, редитеља Џека Арнолда са Ричардом Карлсоном, Џули Адамс, Ричардом Денингом и Антонијом Мореном у главним улогама. Радња прати групу научника који у рекама Амазоније откривају прастаро биће, мешавину водоземца и човека, које касније добија назив „Гилмен” (човек-шкрга). Након Дракуле, Франкенштајна, Мумије и Вукодлака, Створење из Црне лагуне је постало последње класично чудовиште продукцијске куће Јуниверсал пикчерс, али никада није успело да постигне популарност својих претходника.
Филм је сниман у 3D-у, а пројектован је методом поларизоване светлости. Гледаоци су носили наочаре са сивим филтерима, слични онима који се и данас користе. Пошто је популарност 3D-а током 1950-их кулминирала 1953. (када је Кућа од воска поставила рекорд по заради у хорор жанру) и нагло почела да опада након тога, већина гледалаца је филм гледала у 2D-у. Сцене под водом послужиле су као инспирација Стивену Спилбергу за поједине делове филма Ајкула (1975). „Гилмен” је 2003. био номинован за АФИ-јеву листу 100 хероја и 100 негативаца, али се није нашао на њој.
Годину дана касније филм је добио наставак под насловом Освета Створења из Црне лагуне. Осим тога, „Гилмен” се појављује као један од негативаца у филму Одред против чудовишта из 1987.

## Радња
Група научника открива чудно праисторијско биће, налик на хуманоидног водоземца у водама Амазоније. Док они покушавају да га ухвате, створење убија једног по једног научника.

## Улоге
| Глумац          | Улога                              |
| --------------- | ---------------------------------- |
| Ричард Карлсон  | др Дејвид Рид                      |
| Џули Адамс      | Кеј Лоренс                         |
| Ричард Денинг   | др Марк Вилијамс                   |
| Антонио Морено  | др Карл Маја                       |
| Нестор Пајва    | капетан Лукас                      |
| Вит Бисел       | др Едвин Томпсон                   |
| Берни Гозјер    | Зи                                 |
| Хенри Ескаланте | Чико                               |
| Бен Чапман      | Гилмен — „Човек шкрга” (на копну)  |
| Рику Браунинг   | Гилмен — „Човек шкрга” (под водом) |